# 尼古拉·康士坦丁诺维奇·米哈伊洛夫斯基
尼古拉·康士坦丁诺维奇·米哈伊洛夫斯基（俄语： 1842年11月27日—1904年2月10日）俄罗斯文学评论家、社会学家、公共事务作家，也是民粹派运动中自由革命派理论家。长期编辑《祖国纪事》和《俄国财富》杂志，政治上反对马克思主义，曾与普列汉诺夫和列宁等人论战。列宁为此撰寫政治小冊子《什麼是「人民之友」以及他們如何攻擊社會主義者？》。